# Kagylók

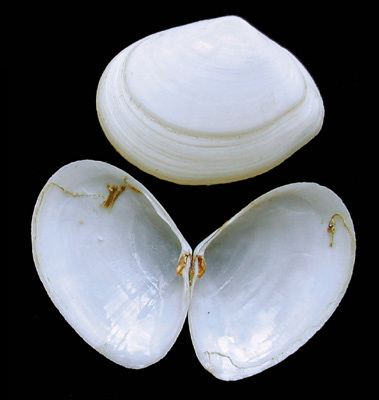
Abra alba

A kagylók (Bivalvia, azaz kétteknőjűek) az állatok (Animalia) országában a puhatestűek (Mollusca) törzsének egyik osztálya. Régebbi rendszertanok Lamellibranchiata (lemezkopoltyúsok), Acephala (fej nélküliek), Conchifera (teknőviselők), vagy Pelecypoda (fejszelábúak) néven is említik. A kettős teknő a puhatestűek között megkülönböztető jellemzőjük, de alaki konvergenciát mutat a pörgekarúak házával. A pörgekarúaktól a kagylóhéjat legjobban a szifónyílás és a nyéllyuk megkülönböztetése, valamint a héj zárómechanizmusa és a teknők sarokpántja alapján lehet elkülöníteni.
Kevés gyors mozgású faja van, és sokszor helyhez kötött életmódot folytatnak, mint a növények. Mégis az evolúciós versenyt a pörgekarúakkal szemben a vastagabb héj mellett nagyobb mozgásképesség miatt tudták megnyerni. A pörgekarúak legtöbbször teljesen helyhez kötöttek, nyéllel rögzülnek az aljzathoz, ezért az árapályzónákból kiszorultak, héjuk alsó és felső teknőre tagolódik. A kagylók esetében a héjak jobb és bal oldaliak. A kagylók szűrő életmódot folytatnak, a héjak közé beszívott vízből szűrik ki a táplálékukat képző szerves törmeléket. Tengeri és édesvízi fajai is vannak.
A kagylók, éppúgy, mint a csigák és a lábasfejűek a kétoldali szimmetriájú állatok közé tartoznak, de a részarányosság általában csak a legősibb fajoknál maradt fenn. Szimmetriájuk sokszor torzul, sőt alkalmanként szélsőségesen egyenlőtlen formák is kialakultak. Alapesetben a kagylókat takaró két teknő azonos nagyságú és alakú, valamint a héjakat záró sarokpántokon egy keresztirányú szimmetriatengely is húzható. A szimmetria sérülhet a két teknő eltérő méretével és alakjával, valamint a növekedési vonalak egyenlőtlen fejlődése következtében is. Ilyen alapon egyenlő teknőjű és egyenlőtlen teknőjű, valamint egyenlő oldalú és egyenlőtlen oldalú kagylókat különböztetünk meg. E tulajdonságok bármilyen kombinációja előfordulhat: egyenlő teknőjű és oldalú, egyenlő teknőjű és egyenlőtlen oldalú, egyenlőtlen teknőjű és egyenlő oldalú és egyenlőtlen teknőjű és oldalú. Az egyenlőtlenség különös alakokat is eredményezhet. Ilyen a Hippurites, amelynek egyik teknője agyarszerű, a másik lapos, a Diceras, amelynél mindkét teknő búbja spirálisan csavarodik, vagy a Requienia, amelynek egyik teknője csigaházszerűen felcsavarodik, a másik teknő pedig „bejárati ajtóvá” csökevényesedett.

## Testfelépítés

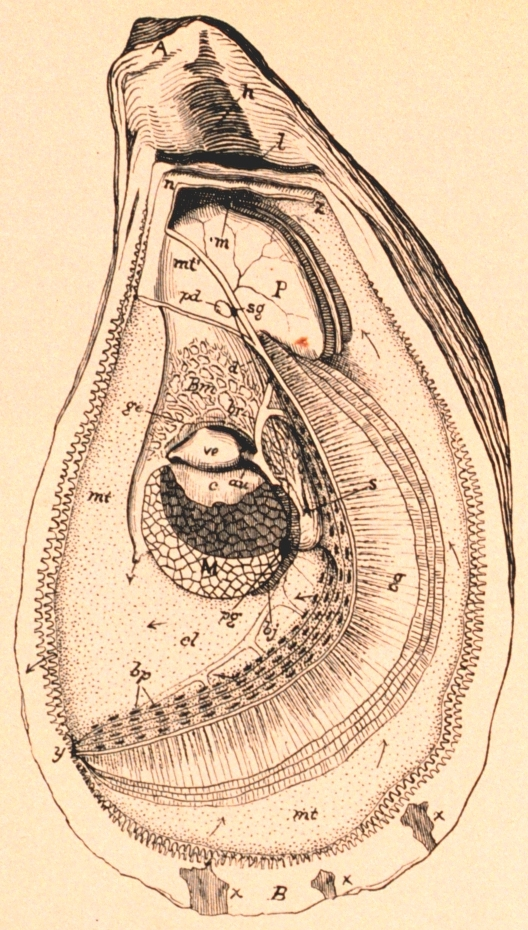
Az osztriga anatómiája

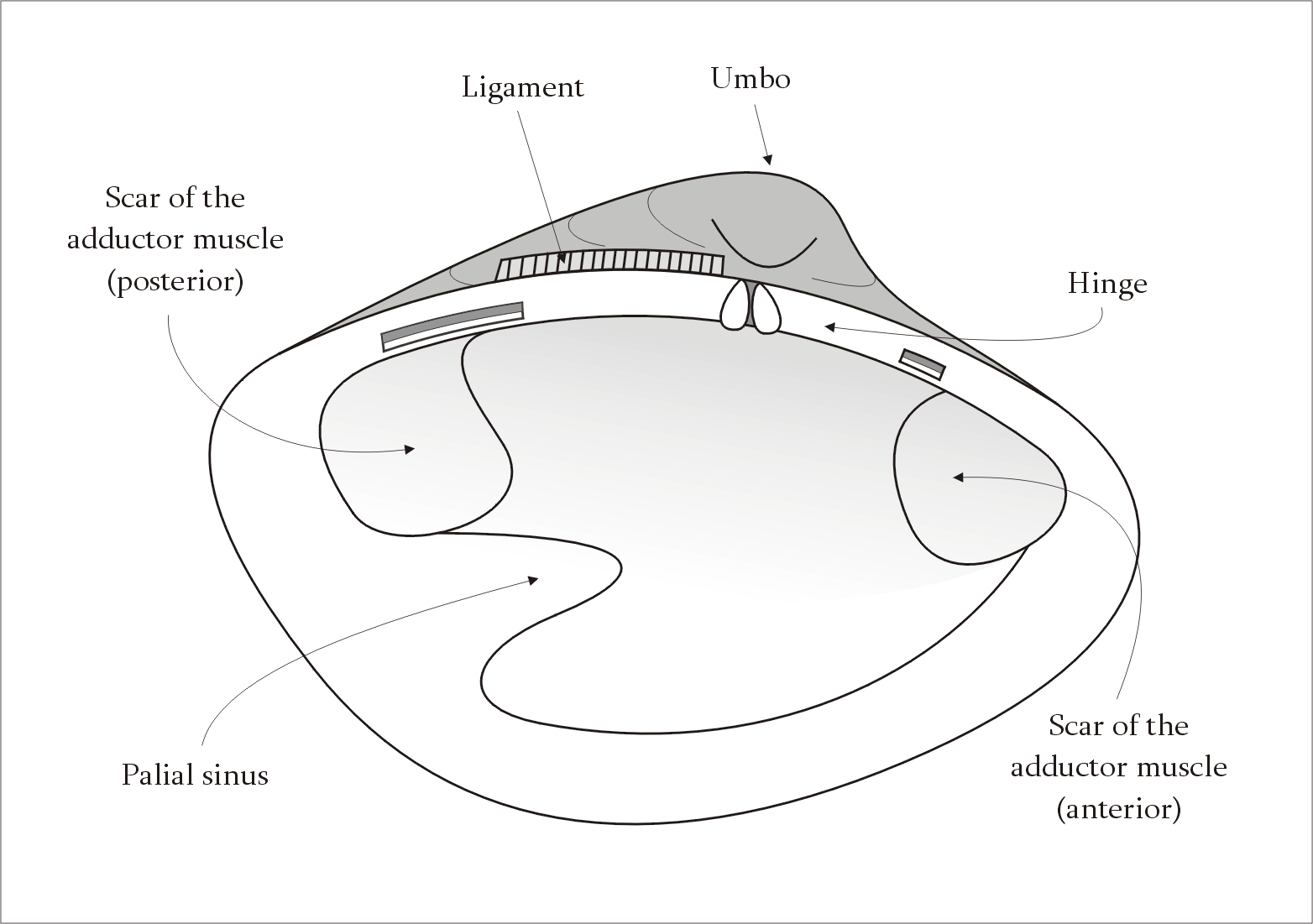
A héj belső szerkezete egy egyenlőtlen izmú, betüremkedő köpenyüregű héjon

A kagylóhéj jellemzői: 1. szagittális sík, 2. növekedési vonal, 3. sarokpánt, 4. búb

A kagylók teljesen elveszítették a szelvényezett állatok testszelvényeit vagy fő testtájait, és a házon belüli szervezet alapvetően három elemből áll: test, zsigerzacskó és láb. Ezek a testtájak nem feleltethetők meg a többi szelvényezett állat (Articulata) részeivel. A zsigerzacskó az emésztőrendszer (nyelőcső, gyomor és belek) mellett háromkamrás szívet tartalmaz.
A puhatestűek közös tulajdonsága, hogy testüket a bőr megkettőzésével létrejött redő, a köpeny borítja. A köpenyüregben helyezkednek el a kopoltyúk, de a légzésben a köpeny mindkét felének belső oldala is részt vesz. A kopoltyúk eredeti funkciója a táplálékszűrés lehetett. A köpeny választja ki a szilárd vázú puhatestűek mészanyagú, több rétegből álló héját. A kemény külső réteg kalcit vagy aragonit kristályformájú kalcium-karbonát. Az aragonit jóval gyakoribb, de az ősmaradvány-anyagban a kalcitos fordul elő nagyobb mennyiségben, mert az aragonit könnyebben oldódik vissza. A középső réteg az oszlopos réteg, amely a porcelánkagylóknál hiányzik. A belső fele a gyöngyházréteg.
A kagylók egyik legspecifikusabb jellegzetessége a rendkívül erős záróizom, amellyel a héjakat összezárja. Ezek az izmok általában két kötegben, a héjak búbtól legtávolabbi szélein helyezkednek el. A két egyenlő izmú típusoknál szimmetrikus elhelyezkedés is lehetséges, de az öblös köpenyvonalúak nem szimmetrikusak. A két egyenlőtlen izmúak aszimmetrikusak, csakúgy, mint az egyizmúak. Az egyedfejlődésben még mindig látható a szimmetrikus, két egyenlő izmú alakok evolúciója az aszimmetrikus egyizmúak felé.
Az izmok összehúzódása zárja a teknőket, de azok elernyedése nem nyitja ki azt. A nyitószerkezet a sarokpántnak nevezett képlet, amely evolúciós értelemben az egyik szarunemű prototeknő maradványa. Az egyedfejlődés során először a prodissoconcha néven ismert szarulemezek alakulnak ki, amelyek még háti és hasi oldalúak. Ezek közül a hasoldali a végleges, oldalsó teknők kifejlődésével lelökődik, a másik pedig sarokpánttá alakul.
A teknőket a fejlettebb alakoknál reteszszerű képletek, a fogak segítenek zárva tartani. A fogképlet sokféle lehet, változó a fogak száma, alakja és mérete is.
A lágy test általában szelvényezetlen, nem különíthetők el a testtájak, a fej hiánya miatt nevezik Acephalának is a kagylókat. Azonban szelvényezett ősöktől származnak, és egyes kezdetleges kagylóknál még felfedezhető a fej. A fej nélküli kagylók szájnyílás felőli fele az elülső oldal, vagy mellső rész. A hasi oldalon a lábakat alkotó izomkötegek ék, vagy lapos ék (fejsze) alakúak, innen ered a Pelecypoda név. A lábakban alakult ki egyes típusoknál a bisszusz-mirigy, amely az aljzathoz rögzített életmódú fajoknál a bisszuszfonal előállítását végzi.
Az állat anyagcseréje a szifón keresztül zajlik, amely a kagylóknál páros. Az egyiken befelé áramlik a tápanyagokkal teli víz, a másikon kifelé az ürülék. A szifókat közös tok foghatja közre, egyes fajoknál ez a cső meszesedhet.
A kagylók legnagyobb része váltivarú, de előfordulnak hermafrodita fajok. Ivarmirigyei a vízbe ürülnek, külső megtermékenyítéssel szaporodik.

## Evolúció
Szabadon úszó trochofóra lárvái alapján a gyűrűsférgekkel rokon csoport a többi puhatestűvel együtt. A cső alakú házat kiválasztó gyűrűsférgekkel ellentétben a kagylók lárvái két szaruanyagú lemezkezdeményt, majd meszes alapú végleges héjat növesztenek.
A legkorábbi kagylóleletek a kambrium első feléből ismertek. Ebben a korban még élt egy olyan nem, amelyik átmenetet képez a csigák és a kagylók között, a Hyolithes. A fejlődés útja ettől kezdve elágazott, a csigáknál csak a hátoldali lemez maradt meg, amely házzá vált, a kagylóknál másodlagosan oldalsó teknők alakultak ki, amelyek így anatómiailag nem homológok a csigaházzal, a cserepeshéjúak fedőlemezeivel vagy a külső vázas lábasfejűek (Ammoniteszek, csigaházas polipok) házával. Az ordovícium végéig a kagylók nem válnak jelentőssé a leletanyagban, jellegzetes képviselőjük a Maclurea, Bellerophon és az Euomphalus. A szilurban sokkal gyakoribbá válnak, és a Cardiola nem képviselői, mindenekelőtt a C. interrupta szinte minden mészköves összletben megjelennek. A devonban a nyílttengeri életmódú, vékony héjú Cardiola mellett elterjenek a zátonylakó, vastag héjú zátonylakó formák, például a jellegzetesen szív alakú Megalodon. A karbon folyamán tovább nőtt a sekélyvízi alakok száma, már gyakoriak a partközeli és partszegélyi képződményekben is, a hullámveréses árapályzónában, mint a Posidonia és a Conocardium. A felső karbonban már korjelző jelentőségűek egy édesvízi kagylónem fajai, a Carbonicola-félék.
A perm folyamán a csigák és kagylók visszaszorultak a pörgekarúakkal szemben, csak a beltengerekben és a partszegélyi övben gyakoriak. Összességében is elmondható, hogy a paleozoikum élővilágában a kagylók sokkal kisebb szerepet játszottak, mint a későbbiekben. Ez még a triászban is folytatódik, ahol a pörgekarúak sokszor kőzetalkotó mennyiségben fordulnak elő, míg a kagylók gyakorlatilag semmit sem változtak a permhez képest. 80 millió éves szünet után újra feltűnnek a Megalodonok, ezúttal Megalodus (Neomegalodon) a nevük, és megjelentek az Ostrea- és Pecten-félék. A jura során a sekélytengeri és partszegélyi élőhelyű kagylók sokszor kőzetalkotó mennyiségűek. Ez valószínűleg összefüggésben áll azzal, hogy a perm végén és a triászban a partszegélyi (árapályövi) és sekélytengeri pörgekarúak teljesen eltűntek, és a helyüket a triász során foglalták el a kagylók. A triász során a zátonyfáciesek diverzitása minden állatcsoportban fokozatosan csökkent, a kiüresedő élőhelyeken lassú ütemben megjelentek a kagylók. A Cardinia-, Trigonia- és Mytilus-félék jelentősek, az Ostrea-fajok szintjelzők. A krétában a mediterrán mélyvizekben is gyakorivá válik a Nucula genus. Jellegzetes az Inoceramus és a Gryphaea. A zátonyfáciesekben elterjednek a zátonyépítő Pachyodonta-félék, amelyek általában hatalmas méretűek, vaskos megjelenésűek, nagyon vastag héjjal és szélsőségesen részaránytalan héjakkal. Ezeknél az egyik héj gyakorlatilag lakókamrává vált, a másik pedig csak fedőteknő szerepet játszik. Jellegzetes nemeik a Hippurites és a Radiolites. Ezeket összefoglalóan rudista néven ismerjük.
A kréta végén kihaltak a zátonyépítő alakok, általában azonban a kainozoikum a kagylók virágkora. A rudisták kihalása összefüggésben áll a kréta-tercier határ kihalásaival, annak bevezető eseménye a zátonylakók és árapályzónák fajpusztulása. Ezek az események szakaszos tengerszint változásokkal állnak kapcsolatban, amelyet a szűk mélységtartományban élni képes ásó életmódú, helyhez kötött állatok nem képesek követni.
A kagylók evolúciójára általában jellemző a kopoltyúk differenciálódása, amely több vonalon haladt egy időben a protobranchia típustól a bonyolultabbak felé. A héjak anyaga is átalakult a törzsfejlődés során, kezdetben jól fejlett gyöngyházréteggel rendelkeztek, amely háttérbe szorult, és az újabb típusoknál már porcelánszerű. Ezzel párhuzamosan az aragonit szerkezetű mészanyag is kalcitosra változott. Jellegzetes még a zárszerkezet differenciálódása és alkalmazkodása az adott viszonyokhoz.

## Rendszerezés

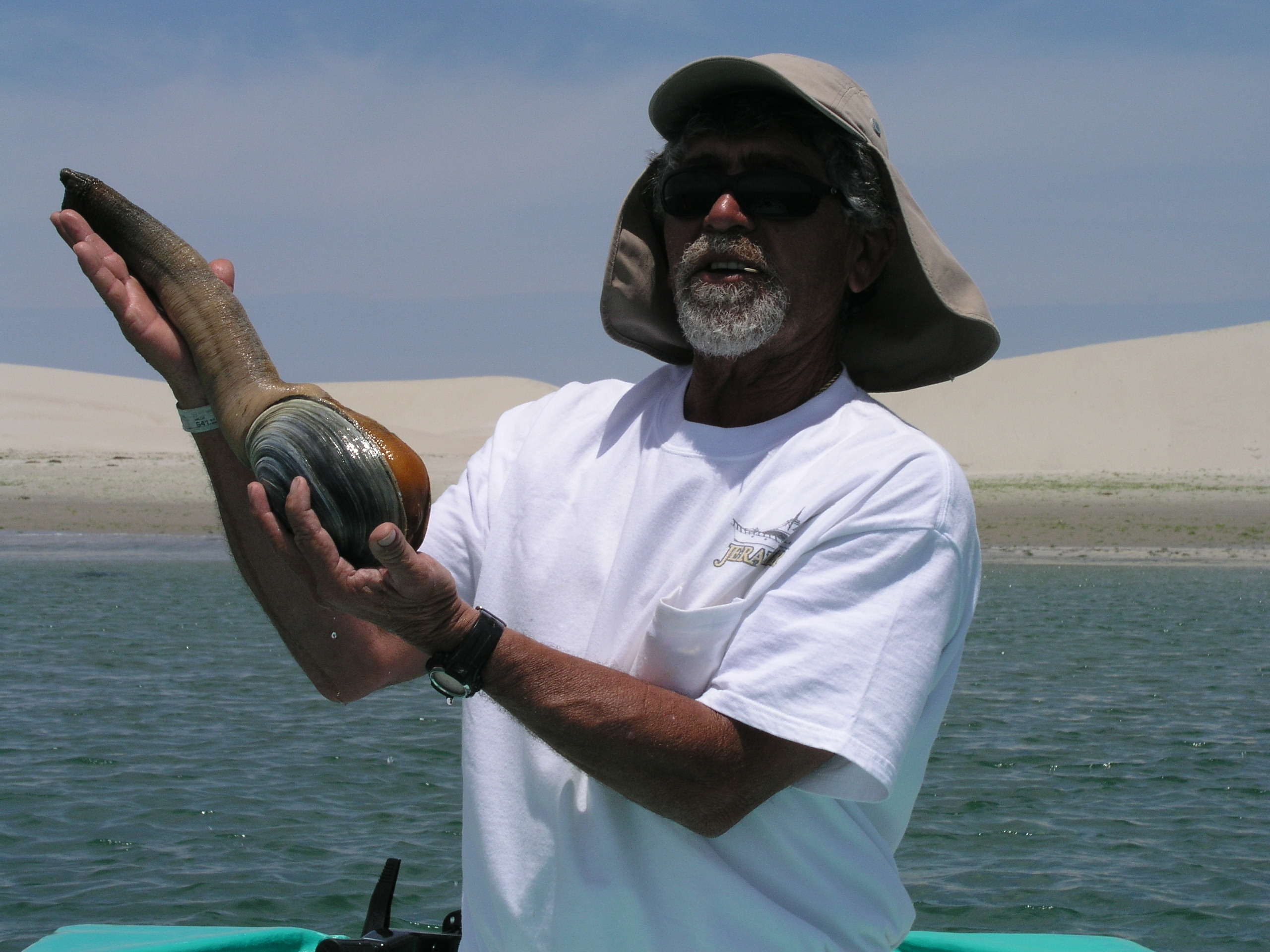
Különös alakú iszapkagyló (Panopea generosa)

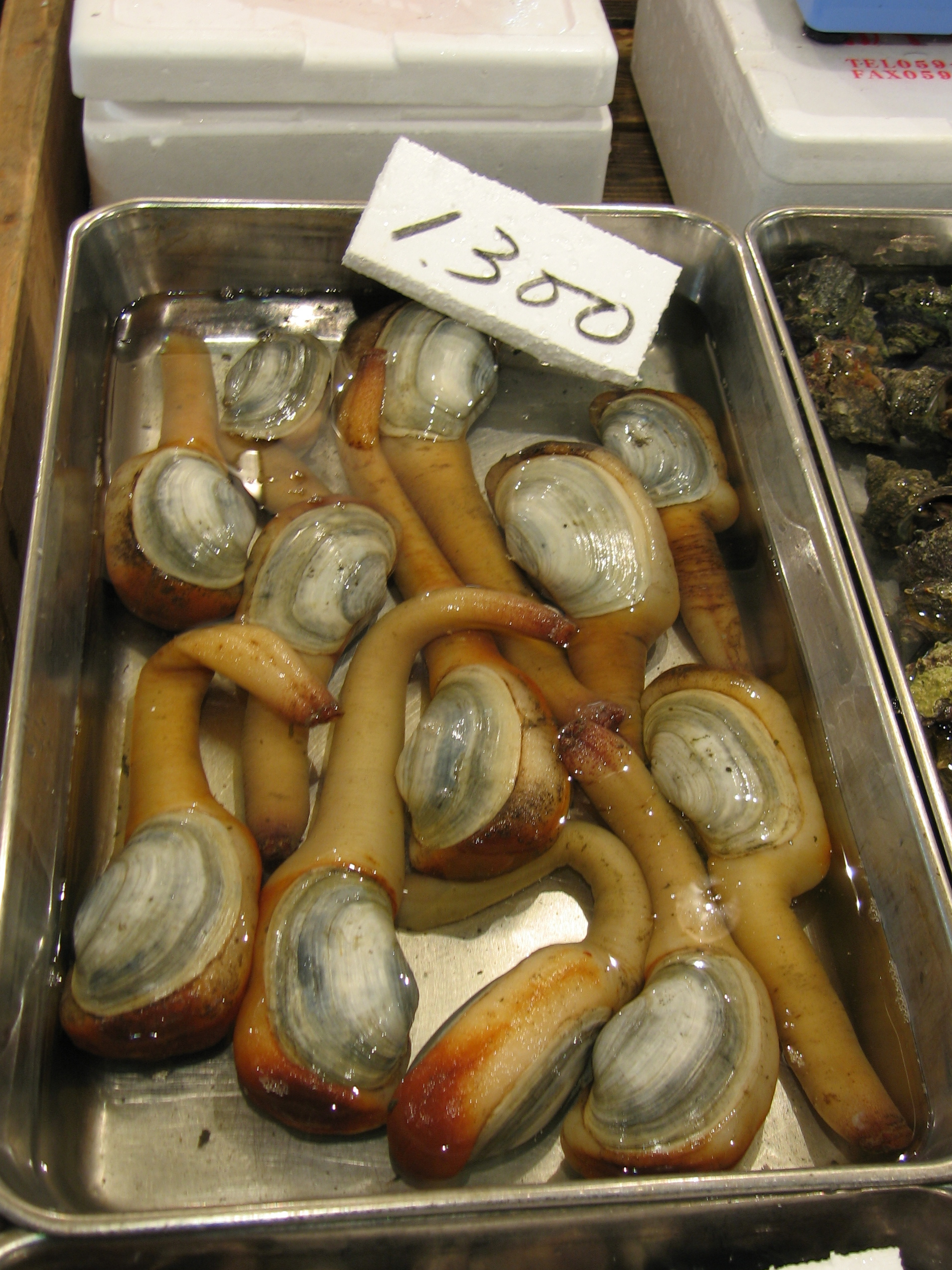
Ázsiában státuszszimbólum, az Egyesült Államokban komoly üzlet az iszapkagyló

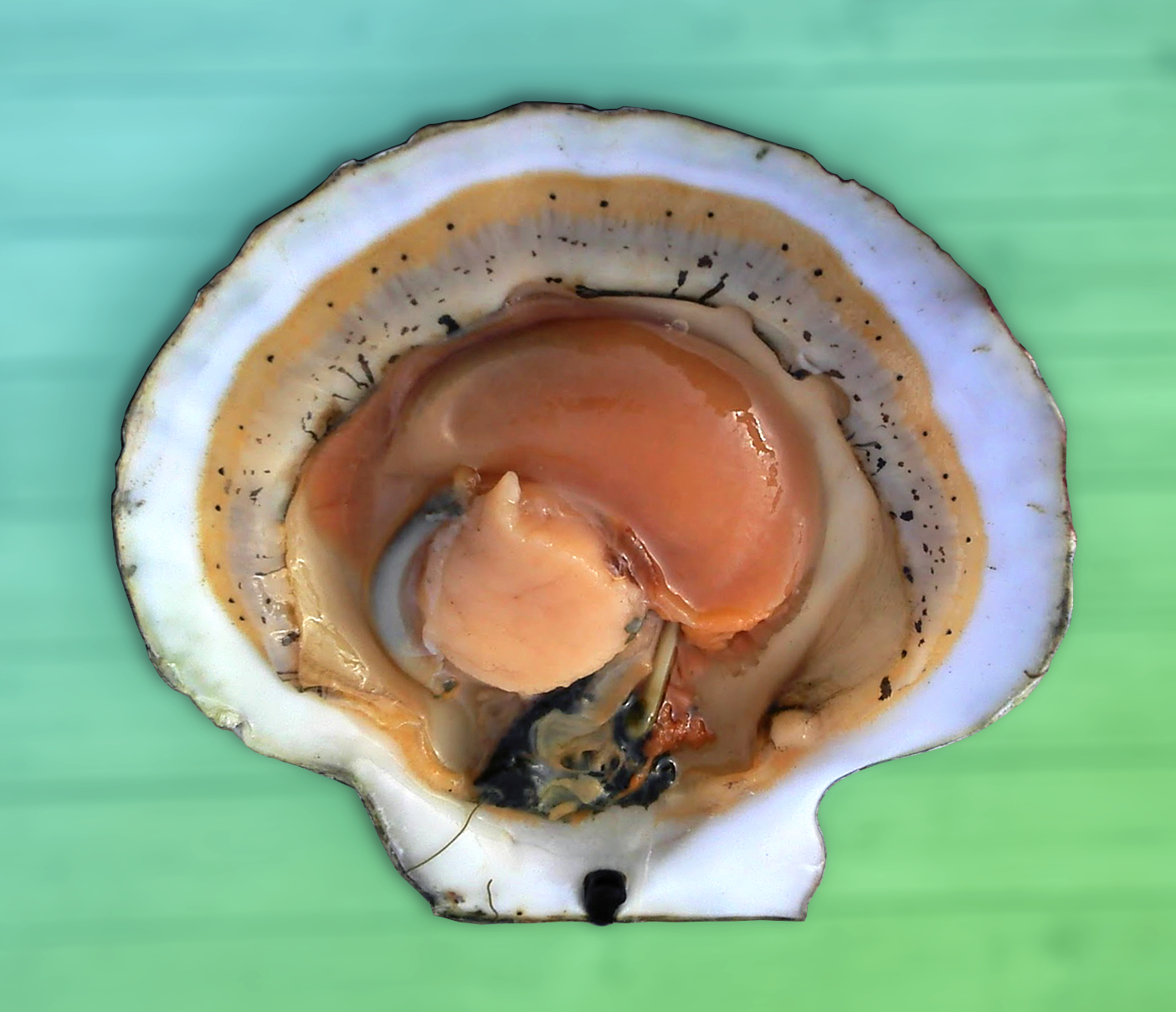
Nyitott kagyló

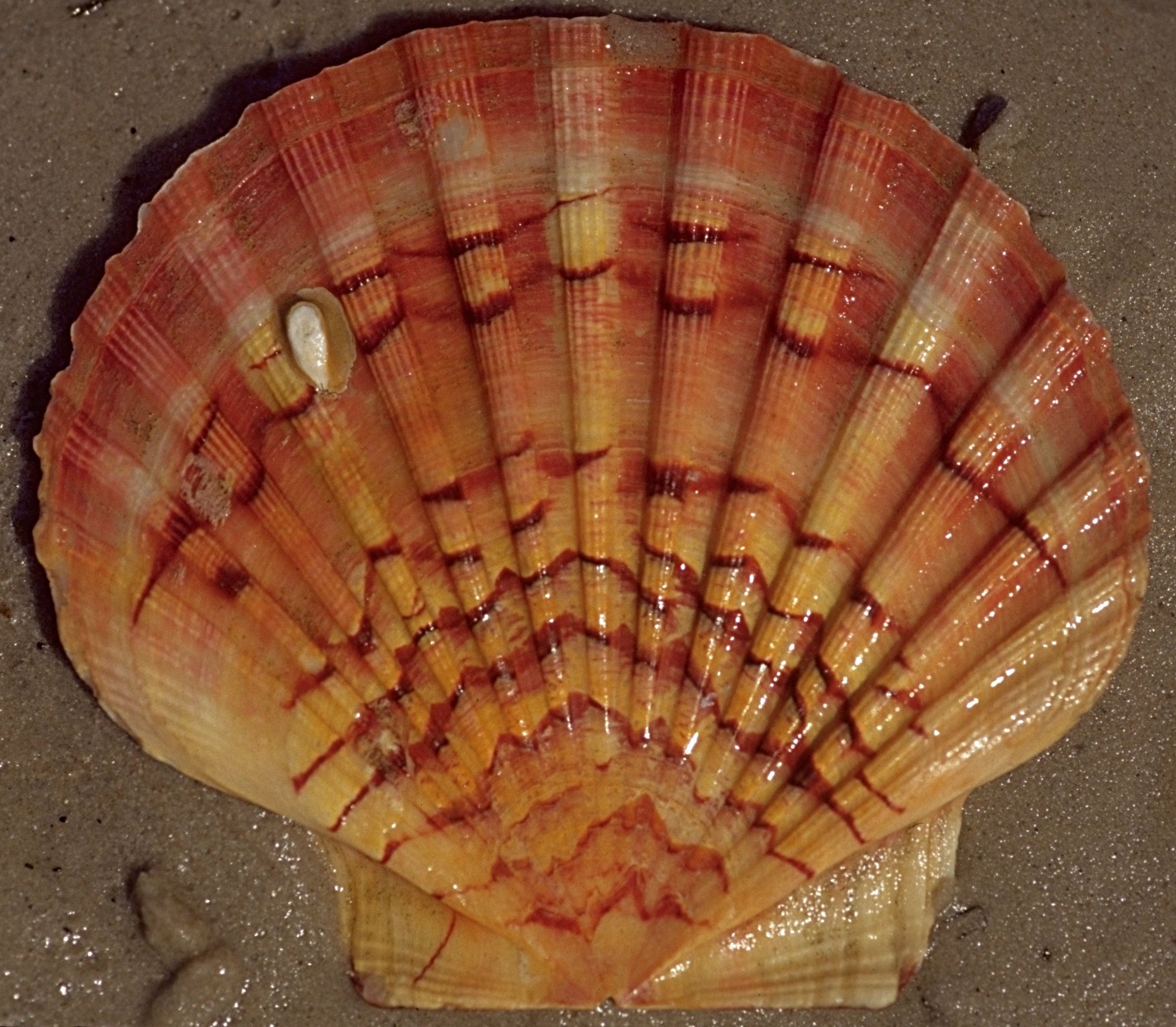
Fésűskagyló (Pecten jacobeus)

Rendszerezésük hagyományosan a kopoltyúk alapján történik. Négy alap kopoltyútípus létezik, a protobranchia-, filibranchia-, eulamellibranchia- és septibranchia-típusok. Ezek a levélkopoltyú (vagy fésűskopoltyú), fonalkopoltyú, lemezkopoltyú és kopoltyúválaszfalas formák.
Az osztályba az alábbiak tartoznak:
- Anomalodesmata – 1 rend tartozik az alosztályba, a rendszertanok egy része a Heterodonta alosztályba sorolja.
  - Pholadomyoida – 12 család

- Heterodonta – 6 rend (2 élő rend) tartozik az alosztályba
  - Cycloconchidae – kihalt
  - Hippuritoida – kihalt
  - Lyrodesmatidae – kihalt
  - sziklavájó kagylók (Myoida)
  - Redoniidae – kihalt
  - Veneroida

- Paleoheterodonta – 2 élő rend tartozik az alosztályba
  - Trigonoidea - kihalt
  - folyamikagylók (Unionoida)
  - Modiomorpha – kihalt

- Protobranchia – 3 rend (2 élő rend) tartozik az alosztályba
  - Nuculoida (néha külön alosztályban – Paleotaxodonta)
  - Praecardioida – kihalt (vagy Cryptodonta alosztály)
  - Solemyoida (vagy Cryptodonta alosztály)

- Pteriomorphia – 4 élő rend tartozik az alosztályba
  - Arcoida
  - Cyrtodontoida – kihalt
  - kékkagylók (Mytiloida)
  - fonálkopoltyúsak (Ostreoida)
  - Pterioida
  - Praecardioida – kihalt

Az alternatív megoldás mindössze két alosztályt vonultat fel:
- Prionodesmacea
- Teleodesmacea

Az első alosztály a jól fejlett prizmás és oszlopos külső réteggel és szintén jól fejlett gyöngyházréteggel rendelkező héjúakat takarja, a másodikban a külső réteg porcelánszerű, és a gyöngyházréteg fejletlen. Ezek a tulajdonságok más alapvető jellemzőkkel is kapcsolatban vannak, így a Prionodesmacea alosztálynál a köpenylebenyek nem nőnek össze, a szifók kevéssé fejlettek, kopoltyúik mindig fésűs vagy fonalas jellegűek. A Teleodesmacea alosztálynál a köpenylebenyek csak a szifók és lábak kilépési helyén nyíltak, szifóik jól fejlettek, kopoltyúik lemezesek vagy rekeszesek.
A kopoltyúk alapján azonban csak a recens fajokat lehet osztályozni, mivel a kopoltyú a fosszilis anyagban sosem látható, és a ház alapján nem lehet arra következtetni, vagy csak nagyon gyengén. Ezért az ősmaradványokból ismert fajokat a héjak zárómechanizmusa, a fogak alapján csoportosítják. Az alábbi fogtípusokat még három nagy csoportba is el lehet különíteni, a Prionodesmacea (oszlopos rétegű héjúak), Teleodesmacea (porcelánkagylók) és rendellenes kagylókra, amelyek csak az ordovícium közepére jellemzők.
- Prionodesmacea alosztály
  - Paleoconchae (vagy Protoconchae) főrend

Cryptodonta (rejtett fogú): a rejtett fogúak valószínűleg a taxodont fogak visszafejlődésével alakultak ki, mivel valamivel későbbiek, mint amazok, és az ásó életmód már specializációt jelez. A kryptodontoknál a fogak enyhe dudorok, az ellenoldali fogmeder ahhoz hasonlóan lapos. Teknőik vékonyak és fejletlenek. Első képviselőik az ordovíciumban valószínűleg szabadon úszó, vagy aljzaton mászó életmódot folytattak, recens fajai beássák magukat az aljzatba. A szilur virágkor után a devonban stagnál, mára ritkává vált. Fontosabb nemei: Cardiola, Buchiola, Solemya.
- - Heteroconchae főrend

Taxodonta (sok egyforma fogú) fogtípus: több, azonos méretű és alakú fog az egyik teknőn, az ellenoldalon fogmederrel. A legősibb típusú zárszerkezet. Minden típusa egyenlő izmú, vázuk általában egyenlő teknőjű és oldalú, az aszimmetria általában enyhe. A szimmetrikus kagylók általában szabadon mozgók, az Arca-félék fiatal korukban bisszuszfonalakkal rögzülnek az aljzathoz. Köpenyvonaluk ép, kis köpenyöböl csak elvétve fordul elő. Fésűs vagy fonalas kopoltyúval rendelkeznek, ennek alapján két alrendbe különülnek el, az előbbiek a Nucula-félék, az utóbbiak az Arca-félék. Az ordovíciumtól ismert, bár vitatott kambriumi leletek is vannak.
Dysodonta (fognélküli): e típusnál a zárómechanizmus rovátkolt kiemelkedésekből és bemélyedésekből áll. Nagy fajgazdagságú csoport. Vegyesen egyenlő és egyenlőtlen teknőjűek, ami az életmód változatosságára utal. Ugyanígy vegyesen fonalas és lemezes kopoltyújúak. Fonalas kopoltyús dysodontákat már az ordovíciumtól ismerünk, a lemezesek a devontól léptek fel. Legfontosabb képviselői a Pectinacea (pektenfélék), Mytilacea (mytiluszfélék), Pinnacea (sonkakagylók), Ostracea (osztrigafélék), Limacea és Dreissenacea (dreisszenafélék) alrendek.
Izodonta (egyenlő fogú): alaptípusa nem ismert, ritka típus. Őseit a Pecten-félékben valószínűsítik. A két teknőben két-két azonos méretű fogból és ugyanennyi fogmederből áll. Mindig fonalas kopoltyúval rendelkeznek, és egyizmúak. A mellső záróizom elcsökevényesedett, a hátsó pedig a középpont felé tolódott. Erősen egyenlőtlen teknőjűek, amely a rögzített életmódból következik. Legfontosabb képviselői a Spondylida és Anomida alrendek. Az Anomia-féléknél még a bisszusfonal is elmeszesedik, így nagyon erősen rögzül az aljzathoz.
Schizodonta (hasadt fogúak): valószínűleg a taxodont típus módosulása, de átmeneti alakok ismerete híján ez kérdéses. Besorolásuk a héj erősen fejlett prizmás-oszlopos és gyöngyházrétegéből adódik, amely ősi típusú jellegzetesség. A fogak száma háromra redukálódott, amelyből egy az egyik héjon, kettő a másikon helyezkedik el. Az egymagában álló fog sokszor elágazik, innen a „hasadt fog” megnevezés. Jellegzetes képviselője az Unionidae család, melynek típusneme a világszerte elterjedt édesvízi kagyló, az Unio. Két alrendje az Unio-félék és a Trigonia-félék. Minden alakjuk egyenlő izmú. Az ordovíciumtól ismertek. Élőhelyük csökkentsós- és édesvízi környezetekre is kiterjed. Ezen alakoknál a fogak visszafejlődhettek, extrém esetben teljesen eltűntek, mint az Anodonta nemnél.
- Teleodesmacea alosztály

Heterodonta (eltérő fogú): az alosztály alaptípusa, az alosztály fajainak fele ide tartozik. Az őslénytan néha elkülönít egy Palaeoheterodonta rendet is a legősibb alakoknak. A taxodont fogak száma csökken, csoportokba rendeződik. Kialakulnak főfogak (a búb környékén). Lemezes kopoltyúsok, egyenlőtlen izmúak, de az eltérés a két izom között nem túl nagy. Általában egyenlő teknőjűek, mivel szabadon úszók, vagy beásott életmódúak, köpenyvonaluk ép és öblösödő is lehet. Rendkívül formagazdag rend. Ide tartozik többek közt a Cardium, Limnocardium, Megalodon, Megalodus, Venus és Lucina nem is.
Pachyodonta (durványos fogúak): a heterodont típus továbbfejlődése, általában a szélsőségesen egyenlőtlen teknőjűek jellemzője. Két-három nagyméretű, csapszerű fog alkotja, amelyek pontos negatív foggödörbe illeszkednek. Két alrendje a Chamacea alrend (kámafélék) és a Rudistacea (rudisták). Erősen specializált fajok, általában nagy tömegben, helyhez kötötten élnek a zátonyfáciesben. A krétában alakultak ki, és a kréta végén specializáltságuk miatt ki is haltak.
Desmodonta (kanalasfogúak): a fogképlet nem alakul ki, a kanál alakú fogak nem igazi fogak, hanem a teknő kanálszerű képződményei, amelyekben a belső sarokpánt helyezkedik el. Lemezes kopoltyúval rendelkeznek, kivéve a Poromyacea alrendet, amelynek rekeszes kopoltyúja van. Nagy alakgazdagságú csoport. Szifóik általában jól fejlettek, egyes nemeknél a teknők közé nem is húzhatók vissza. Ezek a tátongó teknőjűek, amelyeknél a teknő egyáltalán nem is csukható be, mert mindig rés van köztük. Több fajnál a láb is állandóan kívül van, ezért a teknők első felénél is hézag keletkezik. Ebben a csoportban előfordul, hogy a szifó is elmeszesedik. Szélsőséges esetben a teknők elcsökevényesednek, és csak a szifó függelékeinek tűnnek. Ilyen a Brechites nem. Ide tartoznak a valódi fúrókagylók, mint a Teredo, a Martesia és a Pholas.